# Pinealocito

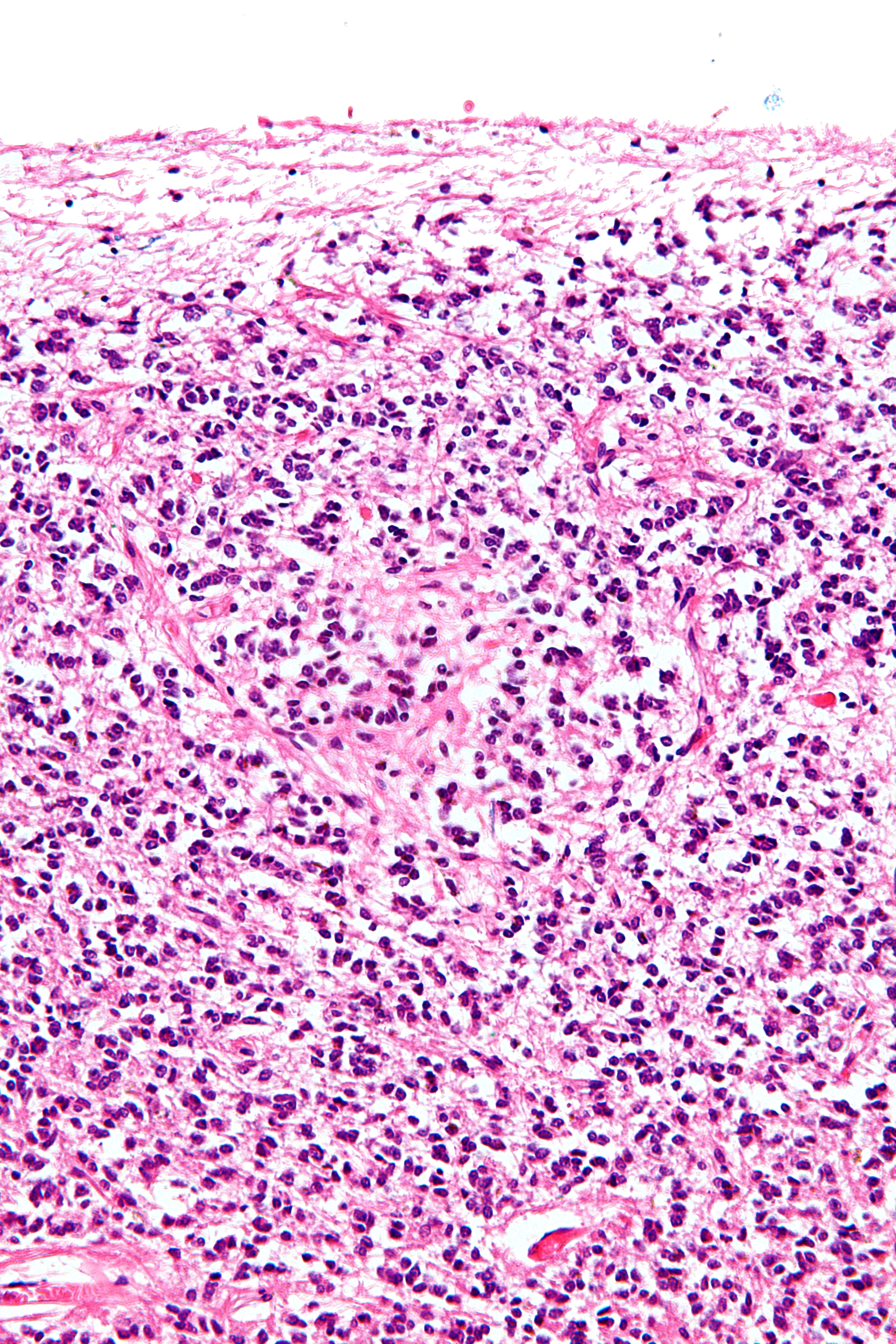
Sección transversal de los pinealocitos presentes en la glándula pineal y en otras células

Los pinealocitos son las principales células contenidas en la glándula pineal, ubicada tras el tercer ventrículo y entre los dos hemisferios del cerebro. La principal función de los pinealocitos es la secreción de melatonina, una hormona importante en la regulación de los ritmos circadianos. En los humanos, el núcleo supraquiasmático comunica el mensaje de la "oscuridad" a los pinealocitos, y como resultado, controla el ciclo diurno y nocturno. Se ha sugerido que los pinealocitos proceden de las células fotorreceptoras. Diversas investigaciones también han demostrado la disminución en el número de pinealocitos mediante el método de la apoptosis conforme la edad del organismo va aumentando. Hay dos tipos diferentes de pinealocitos, Tipo I y Typo II, los cuales se han clasificado sobre la base de ciertas propiedades, incluyendo la forma, la presencia o ausencia de intraplegamientos de la envoltura nuclear, y la composición del citoplasma.

## Tipos de pinealocitos

### Pinealocitos de Tipo 1
Los pinealocitos de Tipo 1 son también conocidos como los pinealocitos de la luz, ya que se tiñen a una densidad muy baja cuando se observan bajo la luz de un microscopio y aparecen más claros para el ojo humano. Estas células de Tipo 1 han sido identificadas por tener una forma oval o redonda y un diámetro que oscila entre los 7 y 11 micrómetros. Los pinealocitos de Tipo 1 suelen ser más numerosos tanto en niños como en adultos que los pinealocitos de Tipo 2. También están consideradas por ser las células más activas debido a la presencia de ciertos contenidos celulares, incluyendo una elevada concentración mitocondrial. Otro hallazgo consistente en los pinealocitos de Tipo 1 es el incremento en la tasa de lisosomas y gránulos densos presentes en las células conforme la edad del organismo se va incrementando, indicando posiblemente la importancia de la autofagocitosis en estas células. Investigaciones también han revelado que los pinealocitos de Tipo 1 contienen el neurotransmisor serotonina, que subsecuentemente es convertido en melatonina, la principal hormona secretada por la glándula pineal.

### Pinealocitos de Tipo 2
Los pinealocitos de Tipo 2, también conocidos como pinealocitos de la oscuridad, ya que se tiñen a una elevada densidad cuando se observan bajo la luz de un microscopio y aparecen más oscuros para el ojo humano. Como indican diversas investigaciones en microcopia, son células alargadas de forma oval o redonda con diámetro aproximado de entre 7 y 11.2 micrómetros. El núcleo de los pinealocitos de Tipo 2 contiene muchos repliegues que albergan grandes cantidades de ribosomas y de retículo endoplasmático rugoso. Una abundancia de cilios y de centriolos se han encontrado también en estas células de Tipo 2 de la glándula pineal. Solamente en el Tipo 2 está la presencia de vacuolas que alberga 2 capas de membrana. Como las células de Tipo 1 que contienen serotonina, las células de Tipo 2 albergan melatonina y se cree que tienen características similares a las células endocrinas y neuronales.